# Tom Bradshaw (Fußballspieler, 1904)
Thomas „Tom“ Bradshaw (* 7. Februar 1904 in Bishopton; † 22. Februar 1986 in Coatbridge) war ein schottischer Fußballspieler. Als Mittelläufer war er trotz seiner Größe von knapp 1 Meter 90 technisch sehr versiert und zwischen 1930 und 1938 eine feste Größe des FC Liverpool, wenngleich er mit den „Reds“ keinen Meister- oder Pokaltitel gewinnen konnte.

## Sportlicher Werdegang
Bradshaw wurde im Februar 1904 im schottischen Renfrewshire geboren und spielte in seiner Jugend Fußball für die Woodside Juniors in der North West Lanarkshire League. Im Juli 1922 schloss er sich dem englischen Zweitligisten FC Bury an. Hier trug er mit dazu bei, dass aus dem Mittelfeldteam ein Aufstiegsaspriant wurde und nach dem Aufstieg 1924 etablierte sich der junge Schotte in den fünf folgenden Jahren als Erstligaspieler. Bis zu seinem Abgang im Januar 1930 hatte er 208 Ligaeinsätze für Bury angesammelt und knapp zwei Jahre zuvor sein einziges Länderspiel für Schottland bestritten. Dieses ging am 31. März 1928 in die Geschichte ein, da Schottland den Lokalrivalen aus England in Wembley deutlich mit 5:1 besiegte und die Spieler des Teams als „Wembley Wizards“ gerühmt wurden. Bradshaw war ein groß gewachsener Abwehrspieler, der den ironischen Spitznamen „Tiny“ (deutsch: winzig) trug. Ein halbes Jahr nach Burys Abstieg 1929 wechselte Bradshaw zurück in die höchste englische Spielklasse zum FC Liverpool, wobei die Transferablösesumme knapp 8.000 Pfund betragen haben soll.
Anfängliche Bedenken des vor seinem Wechsel zunehmend verletzungsanfälligen Bradshaw wurden schnell ausgeräumt und als Mittelläufer machte er sich schnell bei den „Reds“ einen guten Namen. Nachdem er in den restlichen Partien der Saison 1929/30 zunächst die rechte Seite bekleidet hatte, wurde er danach fast ausschließlich im Zentrum eingesetzt und verpasste in der Saison 1931/32 keine einzige Partie. Besondere Aufmerksamkeit erregten seine Duelle mit Dixie Dean vom Lokalrivalen FC Everton. In seiner robusten, aber auch technisch beschlagenen Spielweise erinnerte er Experten in seinem Abwehrverhalten an den späteren „Haudegen“ Ron Yeats in Kombination mit dem spielerischen Alan Hansen. Auch der nach dem Zweiten Weltkrieg bekannte John Charles wurde in der Rückbetrachtung von der Statur her oft zum Vergleich herangezogen. Bradshaw war in den 1930er-Jahren Schlüsselspieler des FC Liverpool und führte die Mannschaft zwischen 1931 und 1934 als Kapitän an, wenngleich das Jahrzehnt dadurch geprägt war, dass keine bedeutenden Meister- oder Pokaltitel gewonnen werden konnten.
Nach nur noch zwei Einsätzen in der Saison 1937/38 und insgesamt 291 Pflichtspielen für die „Reds“ schloss sich Bradshaw im September 1938 dem benachbarten FC South Liverpool an. Er behielt sich dort das Recht vor, bei Gelegenheit wieder zu einem Profiklub weiterzuziehen und so kam es, dass er kurz darauf ein Angebot des schottischen Klubs Third Lanark akzeptierte. Im Juli 1939 nahm er dann in South Liverpool einen zweiten Anlauf und beendete danach die aktive Karriere. Später war er noch Talentscout bei Norwich City sowie nach dem Zweiten Weltkrieg Trainer im niederländischen Hilversum beim SC 't Gooi (zwischen 1947 und 1948). Gut zwei Wochen nach seinem 82. Geburtstag verstarb Bradshaw im Februar 1986 in der schottischen Stadt Coatbridge.